# قطعنامه ۳۴۲ شورای امنیت
قطعنامه ۳۴۲ شورای امنیت سازمان ملل متحد که در تاریخ ۱۱ دسامبر ۱۹۷۳ تصویب شد، سندی بین‌المللی دربارهٔ وضعیت کشور نامیبیا است. این قطعنامه، طی نشست ۱٬۷۵۸ام با ۱۵ موافق، ۰ مخالف و ۰ ممتنع تصویب شد.